# 浅苞橐吾
浅苞橐吾（学名：Ligularia cyathiceps）为菊科橐吾属的植物，为中国的特有植物。分布于中国大陆的云南等地，生长于海拔3,000米至4,000米的地区，一般生于河边、谷地和草坡，目前尚未由人工引种栽培。